# Легран, Жан-Люк
Жан-Люк Легран (30 мая 1755, Базель — 4 октября 1836, Фуде) — промышленник и швейцарский политик, бывший президент Директории Гельветической республики.

## Биография
Был членом Директории Гельветической Республики, органа, который управлял Швейцарией с 1798 по 1802 год. Возглавлял Совет директоров.
В 1813 году создал фабрику по производству шелковых лент в городе Фудей, который в настоящее время является частью Бан-де-ла-Рош (Нижний Рейн).